# Château de Luberegg
 (janvier 2021).
La mise en forme du texte ne suit pas les recommandations de Wikipédia : il faut le « wikifier ».
Les points d'amélioration suivants sont les cas les plus fréquents :
- Les titres sont pré-formatés par le logiciel. Ils ne sont ni en capitales, ni en gras.
- Le texte ne doit pas être écrit en capitales (les noms de famille non plus), ni en gras, ni en italique, ni en « petit »…
- Le gras n'est utilisé que pour surligner le titre de l'article dans l'introduction, une seule fois.
- L'italique est rarement utilisé : mots en langue étrangère, titres d'œuvres, noms de bateaux, etc.
- Les citations ne sont pas en italique mais en corps de texte normal. Elles sont entourées par des guillemets français : « et ».
- Les listes à puces sont à éviter, des paragraphes rédigés étant largement préférés. Les tableaux sont à réserver à la présentation de données structurées (résultats, etc.).
- Les appels de note de bas de page (petits chiffres en exposant, introduits par l'outil «  Source ») sont à placer entre la fin de phrase et le point final[comme ça].
- Les liens internes (vers d'autres articles de Wikipédia) sont à choisir avec parcimonie. Créez des liens vers des articles approfondissant le sujet. Les termes génériques sans rapport avec le sujet sont à éviter, ainsi que les répétitions de liens vers un même terme.
- Les liens externes sont à placer uniquement dans une section « Liens externes », à la fin de l'article. Ces liens sont à choisir avec parcimonie suivant les règles définies. Si un lien sert de source à l'article, son insertion dans le texte est à faire par les notes de bas de page.
- La présentation des références doit suivre les conventions bibliographiques. Il est recommandé d'utiliser les modèles {{Ouvrage}}, {{Chapitre}}, {{Article}}, {{Lien web}} et/ou {{Bibliographie}}. Le mode d'édition visuel peut mettre en forme automatiquement les références.
- Insérer une infobox (cadre d'informations à droite) n'est pas obligatoire pour parachever la mise en page.

Pour une aide détaillée, merci de consulter Aide:Wikification.
Si vous pensez que ces points ont été résolus, vous pouvez retirer ce bandeau et améliorer la mise en forme d'un autre article.
Le château de Luberegg se trouve en Autriche à Emmersdorf, au bord du Danube, face à Melk et non loin du château d'Artstetten. Il présente la rare caractéristique d'être une construction industrielle servant de centre de tri pour le bois et pour la poste pour tout le nord de l'Autriche.

## Histoire
Joseph Baron Fürnberg, industriel de la verrerie à Gutenbrunn et de la papeterie à Leiben, obtint le 16 juillet 1774 le privilège de construire à Luberegg un centre de tri pour ses exploitations forestières, d'où le bois de chauffage était rassemblé et transporté par bateau sur Vienne. 
Il se fit alors construire entre 1774 et 1787 le château, entouré de bâtiments de services, d'écuries pour la poste et de logements de fonctions. 24 bateaux servaient pour le transport du bois. En 1791 il obtint le privilège de la poste pour le nord du Danube.  
En 1795 ses dettes se montant à plus de 2 millions de gulden, il fut obligé de revendre la propriété au Baron von Braun, agissant au nom du Fonds de la Famille Impériale. Celui-ci, constitué par l'Impératrice Marie Thérèse et l'Empereur Joseph II avec la fortune de François de Lorraine, et de l'empereur François Ier d'Autriche, avait pour but de subvenir aux besoins des membres de la famille impériale. La Direction Générale de ce fonds était une administration indépendante. Celle-ci installa à Luberegg les services de contrôle des propriétés du nord du Danube. Malgré cette activité économique le château de Luberegg servit aussi parfois de résidence d'été pour l'Empereur François Ier d'Autriche.  
En 1805 les troupes de Napoléon, son gendre, bombardent le château. Le château d'Artstetten non loin, détient encore une partie du mobilier du château de Luberegg.
En 1919 Luberegg devient propriété de la République d'Autriche. Le château fut exproprié sans indemnité après la guerre comme bien des Habsbourg et mis à la disposition du fonds pour les victimes de guerre, puis en 1939 attribué à l'administration des eaux et forêts de l'Allemagne Nazie.
En 1946 il fut restitué à la république d'Autriche et vendu en 1990 à Romée de La Poëze d'Harambure, qui le rénova entre 1990 et 1996, et en fit un musée jusqu'en 2002.
L'hôtelier Josef Pichler en fit l'acquisition en 2003 pour en faire un centre de séminaires en 2017.

## Description
Le château est un ensemble de bâtiments individuels face au Danube. Le bâtiment principale est à deux étages, alors que les bâtiments de chaque côté n'ont qu'un étage. Les façades sont simples et l'entrée flanquée de cariatides supportant un balcon. Le toit est en ardoise de bois. Deux tours servaient autrefois pour faire des feux et éclairer le travail de nuit.